# BMW Z3
Pour les articles homonymes, voir BMW (homonymie) et Z3.
La BMW Z3 est une voiture de sport BMW Série Z GT du constructeur automobile allemand BMW, présentée au salon international de l'automobile de Genève 1995 et commercialisée à 279 273 exemplaires jusqu'en 2002.

## Histoire
Ce second modèle de BMW Série Z est conçu par les designers BMW Joji Nagashima (en) et Chris Bangle, pour succéder à la BMW Z1 de 1989, avec un design néo-rétro inspiré des BMW 507 de 1955, sur une base de châssis de BMW Série 3 (E36) Compact,,. Elle rivalise alors avec le succès planétaire des Mazda MX-5, ainsi que celui des Mercedes-Benz SLK, Audi TT, ou Fiat Barchetta. 

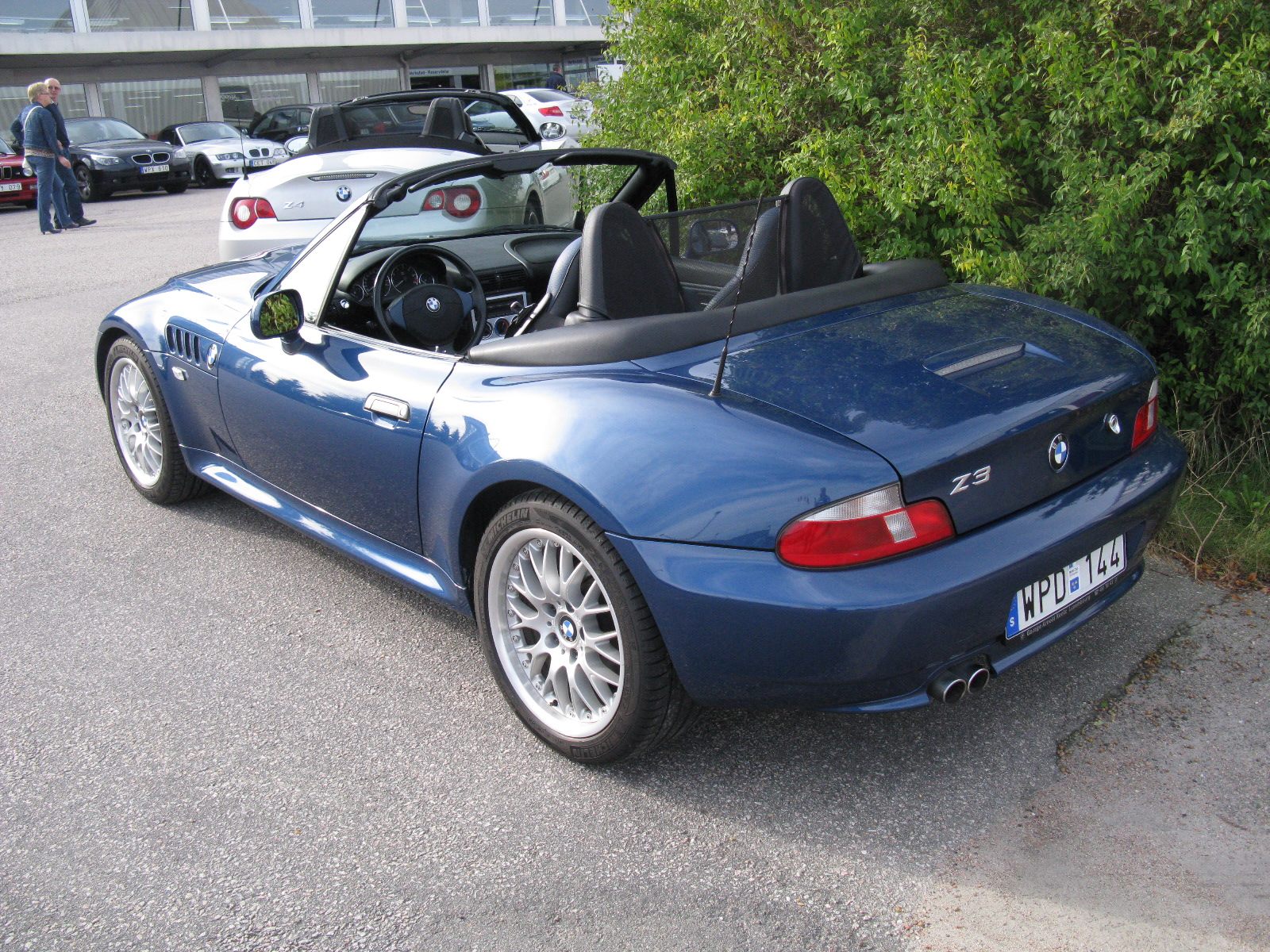
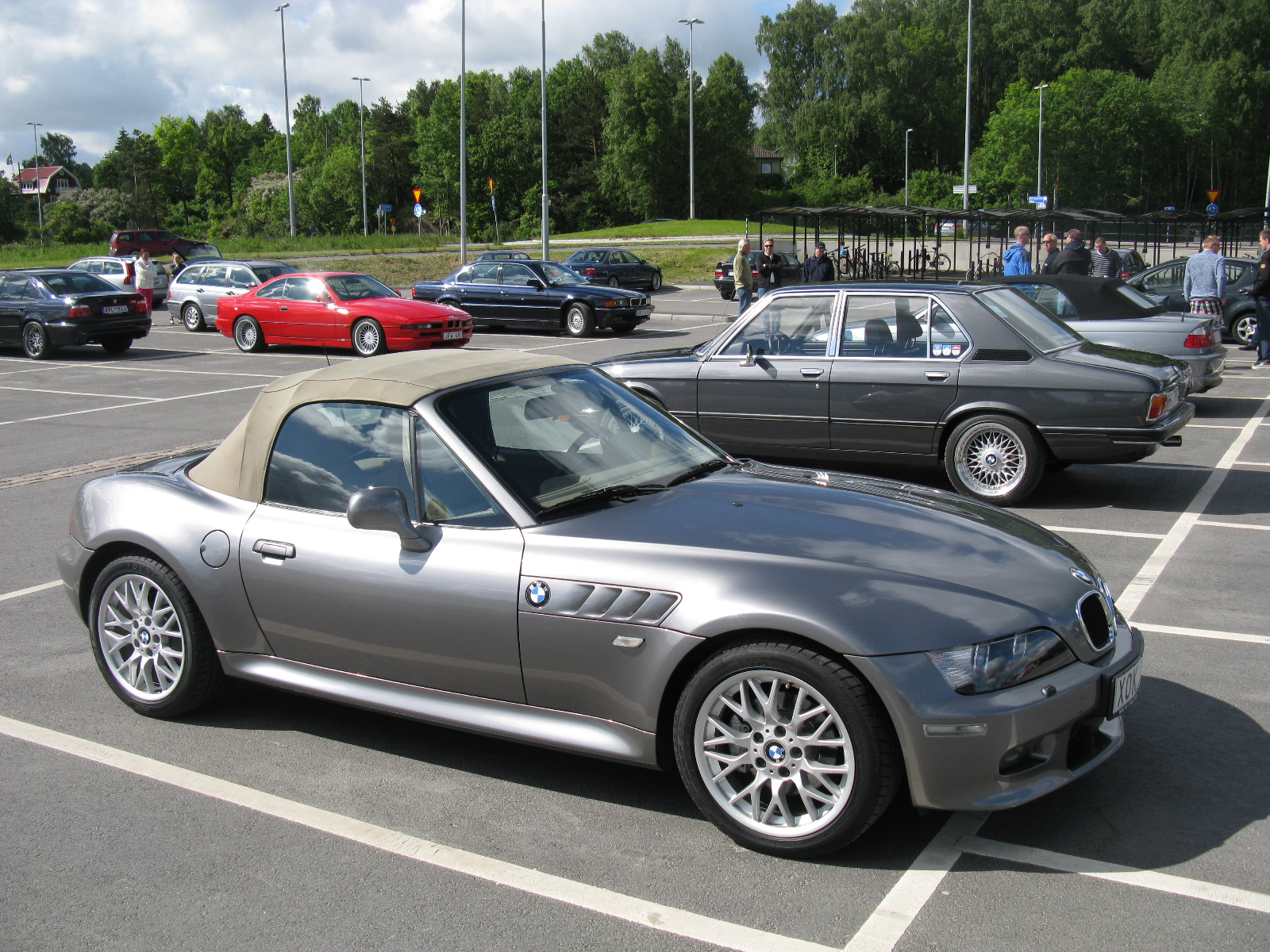

Elle est le premier roadster à grand succès commercial de BMW, et premier véhicule conçu puis réalisé en seulement 36 mois. C'est également le premier véhicule BMW à être construit hors de l’Allemagne, avec sa production à l’usine BMW de Spartanburg en Caroline du Sud, orientée en particulier vers le marché américain. La dernière Z3 est construite à Spartanburg le 28 juin 2002, la production ayant débuté sept ans auparavant en automne 1995. Les premiers véhicules ont été livrés à leurs acheteurs en mai 1996, et 15 000 Z3 ont été construites dès 1996,. 

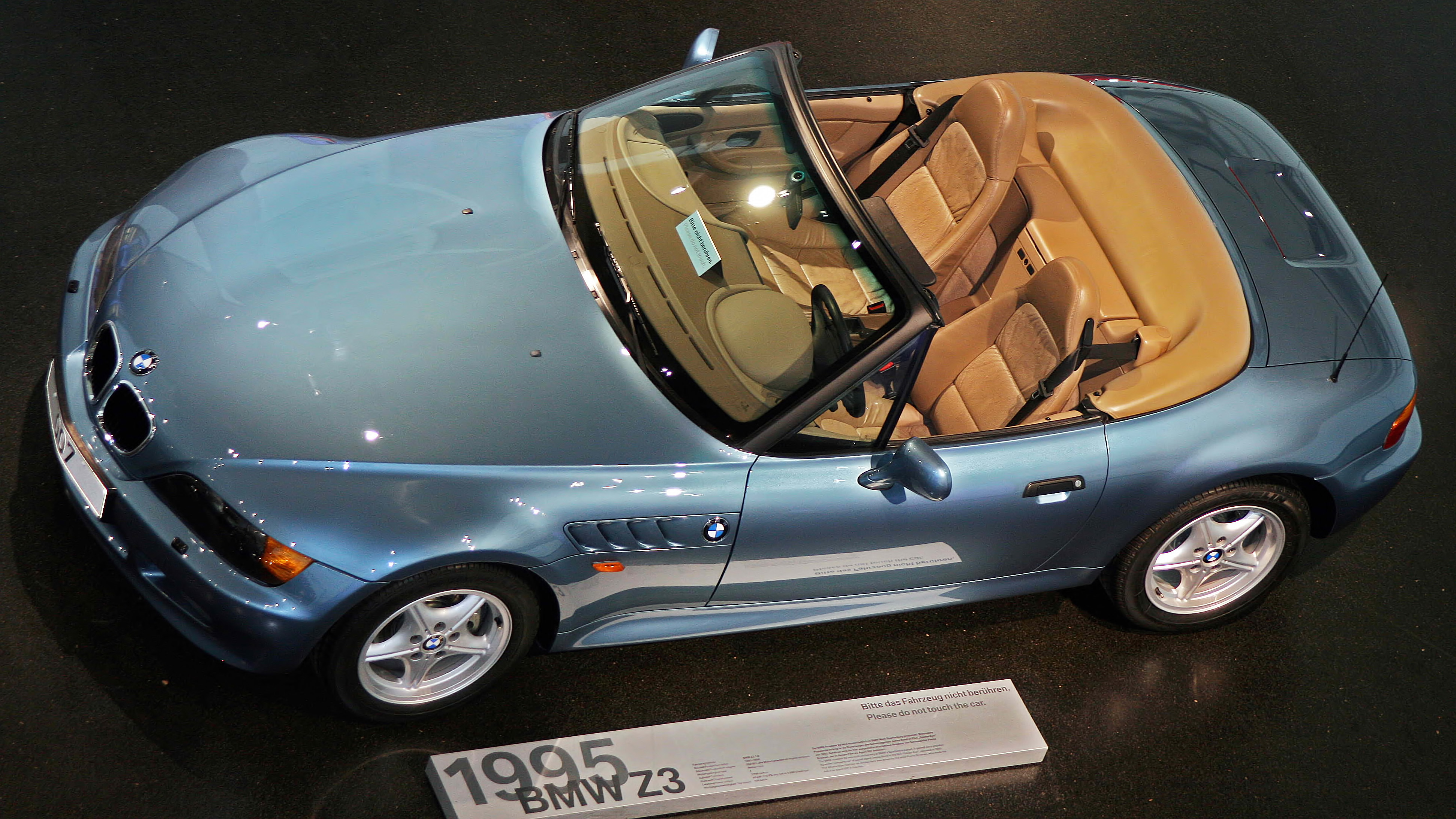
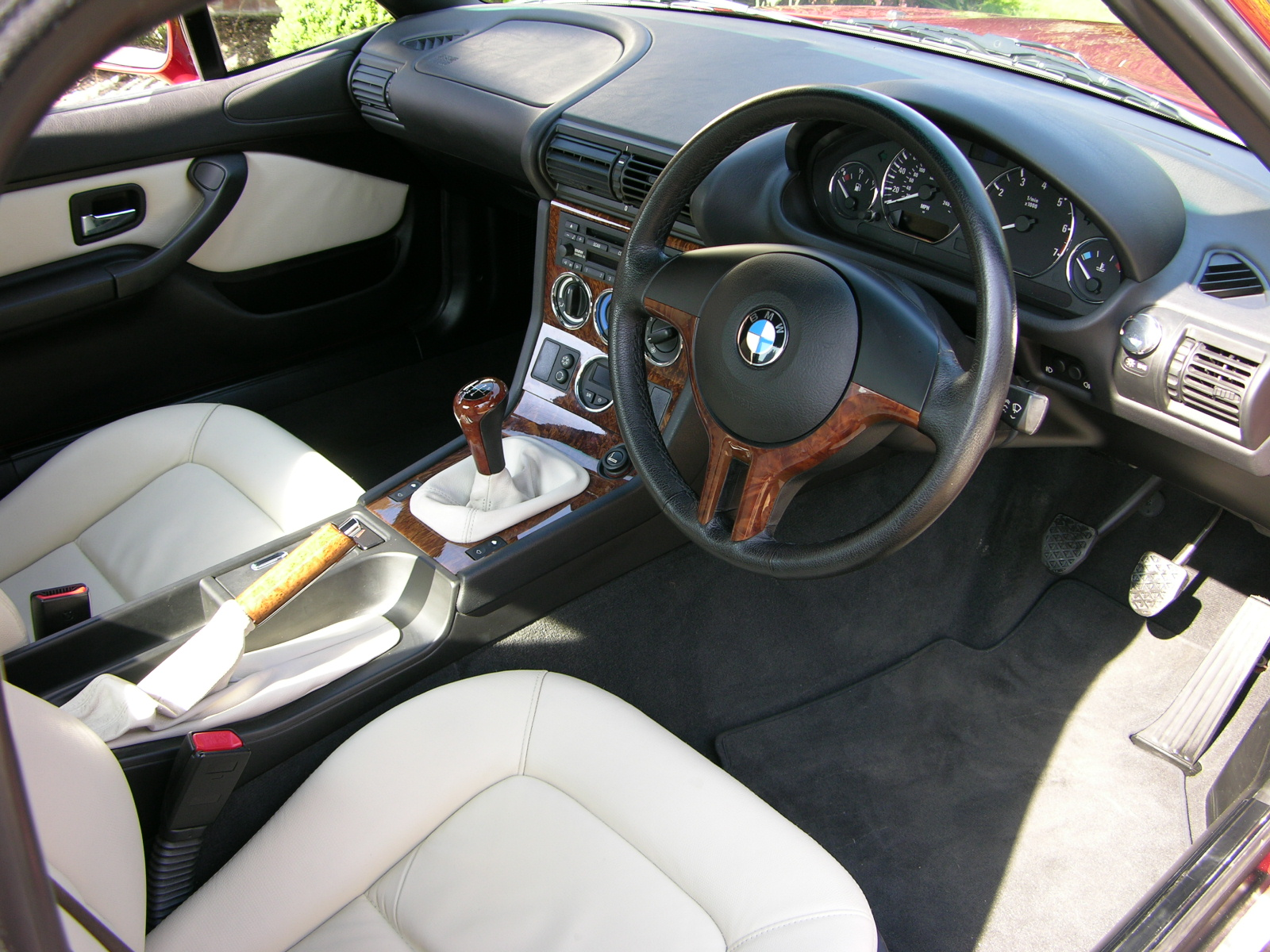

Le succès du lancement de ce modèle est médiatiquement accentué, ce dernier étant le véhicule de James Bond pour le film GoldenEye de 1995, avec un modèle 1.9 conduit par Pierce Brosnan, dans le rôle de James Bond « 007 ». Des versions BMW M sont présentées en avril 1999. Durant les sept années de production, presque 300 000 Z3 ont été produites et diffusées avec succès dans près de 120 pays.

BMW Z3 GoldenEye de James Bond 007 du musée BMW de Munich
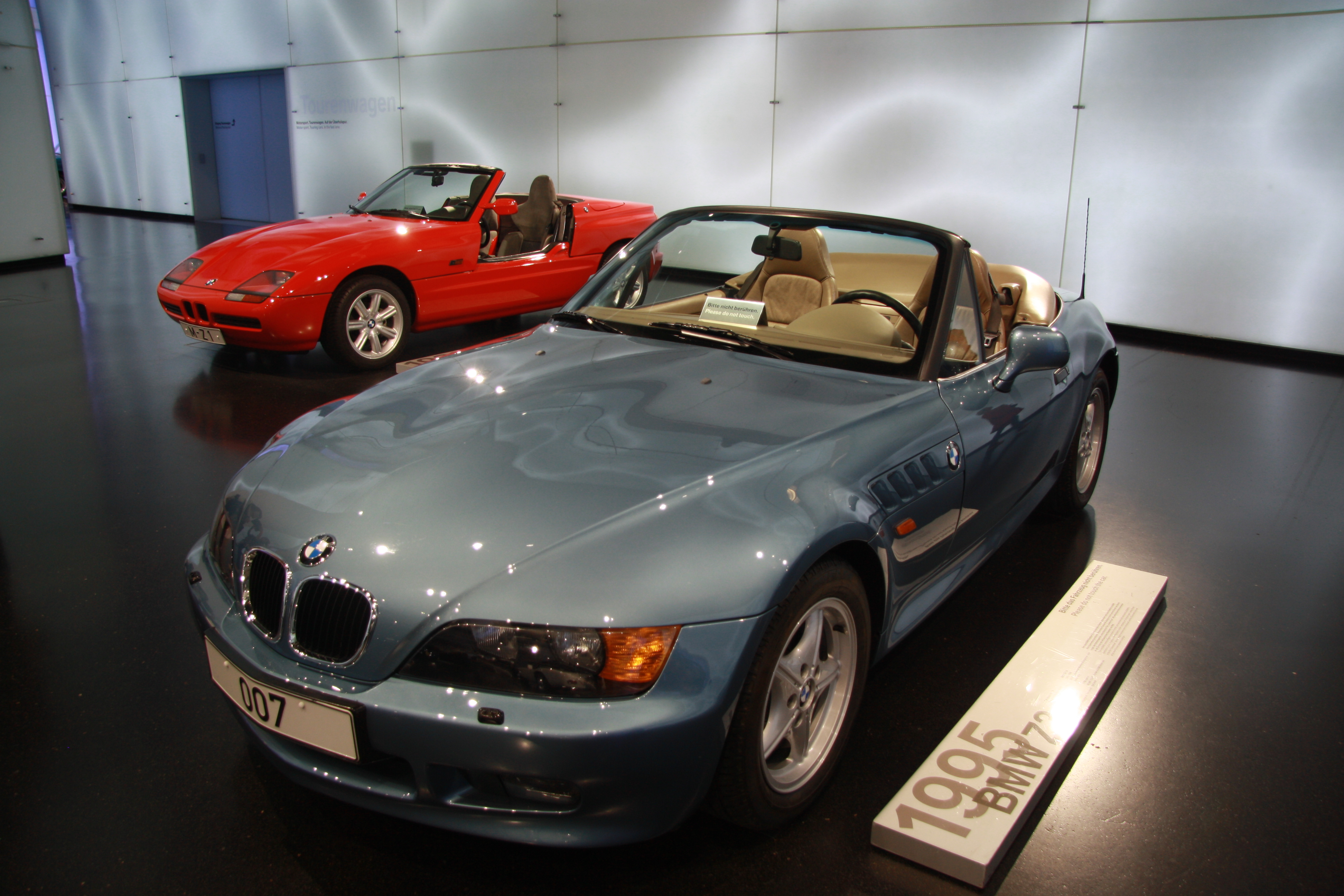
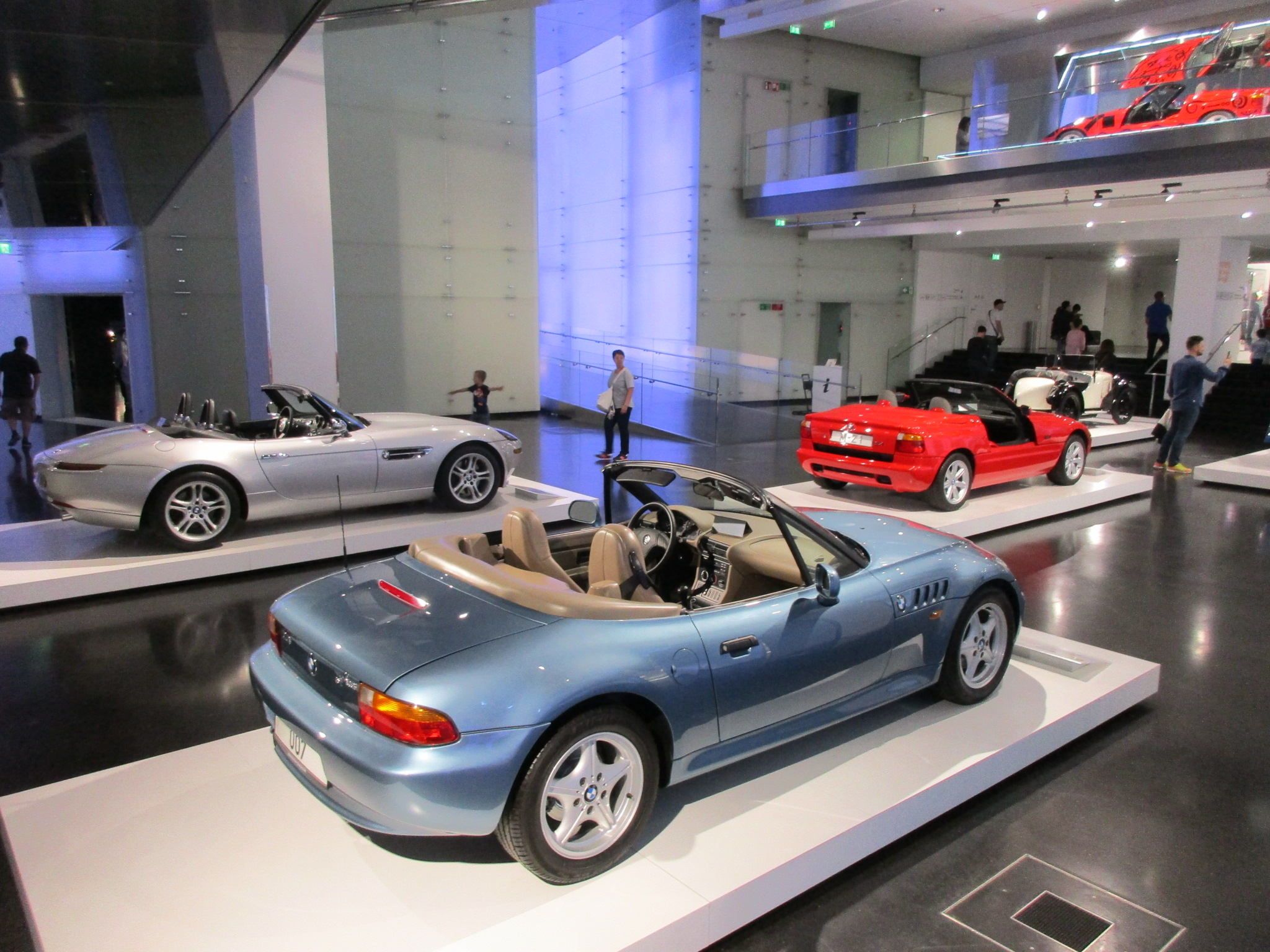

Pendant cette période, la Z3 a évolué par de discrètes opérations de restylage qui n’ont pas dénaturé son design. En matière de mécanique, la motorisation a constamment évolué afin d’offrir une large gamme de plus en plus sportive. 
La BMW Z8 lui succède en 2000, et la BMW Z4 (E85) en 2003. 

## Caractéristiques

### Dimensions
| Logo de BMW.                                   | Z3 Roadster                                  | Z3 Coupé                                     |
| Longueur                                       | 4 050 mm                                     | 4 025 mm                                     |
| Largeur                                        | 1 740 mm                                     | 1 740 mm                                     |
| Hauteur                                        | 1 288 mm                                     | 1 306 mm                                     |
| Empattement                                    | 2 446 mm                                     | 2 446 mm                                     |
| Diamètre de braquage (entre murs)              | 10 m                                         | 10 m                                         |
| Poids annoncé DIN (selon moteurs et finitions) | De 1 150 à 1 315 kg Z3 M Roadster : 1 350 kg | De 1 325 kg à 1 350 kg Z3 M Coupé : 1 415 kg |
| Coffre                                         | 165 dm3                                      | 210 dm3                                      |
| Capacité du réservoir                          | 51 L                                         | 51 L                                         |

### Motorisations

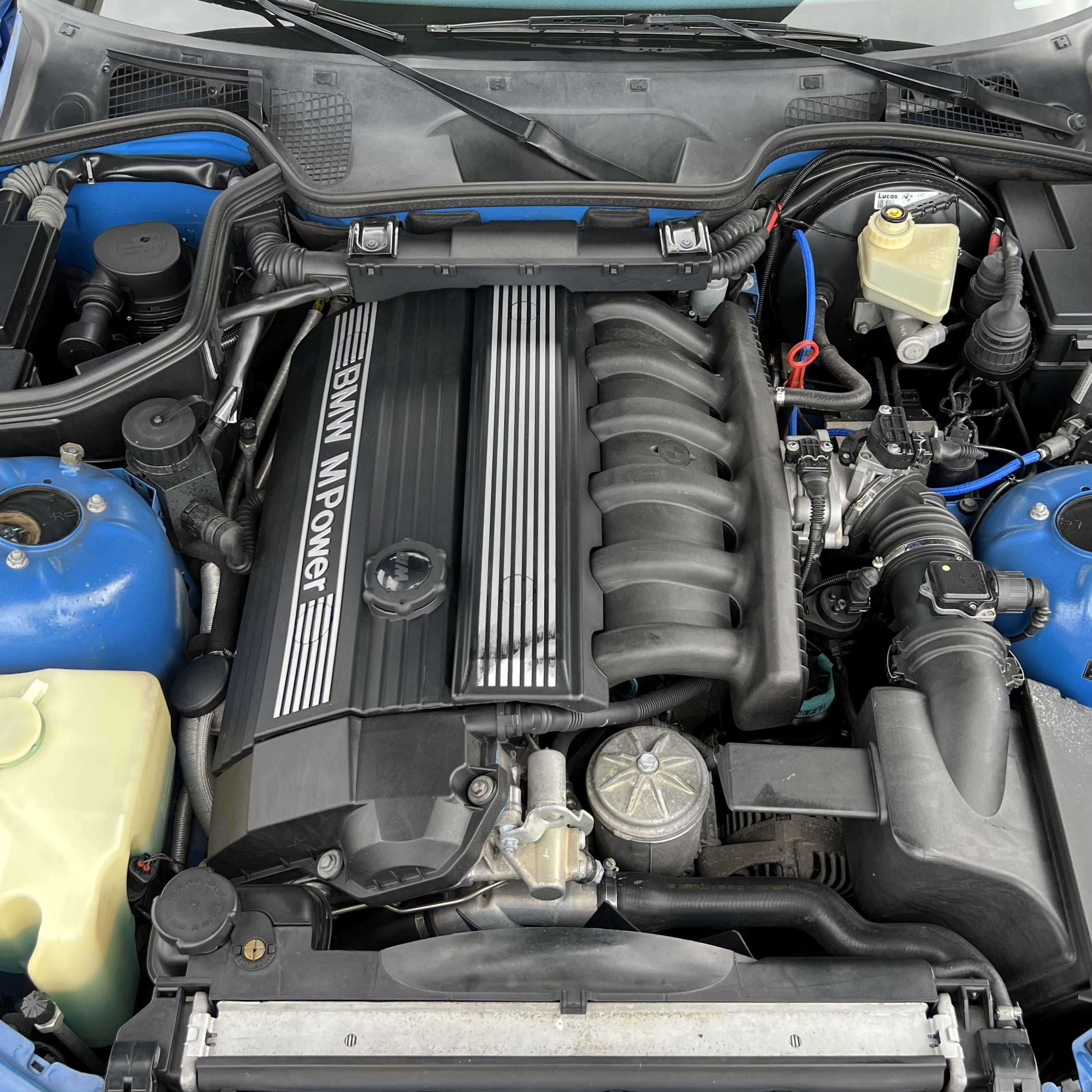
Moteur BMW M 6 cylindres en ligne.

La Z3 bénéficie d'une large gamme de moteurs 4 et 6 cylindres essence qui a constamment évolué tout au long de sa commercialisation,.
Tout d'abord proposée en roadster, la Z3 n'est équipée à son lancement que de motorisations 4 cylindres de 1,8 L et de 1,9 L, respectivement de 115 ch et de 140 ch. 
En 1997, la gamme s'étoffe avec de nouvelles motorisations en 6 cylindres, le 2,8 L de 192 ch et le 3,2 L de la version M développant 321 ch en Europe et 240 ch en Amérique du Nord. 
En 1998, un nouveau 6 cylindres de 2 494 cm3, dénommé 2.3, vient compléter l'offre en Amérique du Nord. Le 1,8 L est remplacé par un 1,9 L de 118 ch, et le 2,8 L gagne 1 cheval vapeur en s'équipant du double vanos.
En 1999, un 6 cylindres 2 L de 150 ch est ajouté au catalogue et remplace le 4 cylindres de 140 ch.
À l'occasion du passage à la deuxième phase du modèle en 2000, la Z3 s'équipe de 6 cylindres en version M54. Un 2,2 L de 170 ch remplace le 2 L, un 2,5 L de 184 ch remplace le 2.3, et un 3 L de 231 ch remplace le 2,8 L. En 2001, la version M évolue en Europe comme en Amérique du Nord ; le 3,2 L S54 de 325 ch remplace le S50 de 321 ch, et une version de 315 ch remplace la version nord américaine de 240 ch.
Le 1,8 L, le 2 L et le 2,2 L ne sont commercialisés qu'en Europe, tandis que les versions 2.3 et 2.5i ne sont vendues qu'en Amérique du Nord.
| Modèle     | Moteur   | Cylindrée | Nombre de cylindres / de soupapes | Puissance                      | Variante        | Année     | Diffusion                |
| ---------- | -------- | --------- | --------------------------------- | ------------------------------ | --------------- | --------- | ------------------------ |
| Z3 1.8     | M43B18   | 1 796 cm3 | 4/8                               | 85 kW (115 ch) à 5 500 tr/min  | Roadster        | 1996–1998 | Europe                   |
| Z3 1.9i    | M43B19   | 1 895 cm3 | 4/8                               | 87 kW (118 ch) à 5 500 tr/min  | Roadster        | 1998–2002 | Amérique du Nord, Europe |
| Z3 1.9     | M44B19   | 1 895 cm3 | 4/16                              | 103 kW (140 ch) à 6 000 tr/min | Roadster        | 1995–1999 | Amérique du Nord, Europe |
| Z3 2.0     | M52TUB20 | 1 991 cm3 | 6/24                              | 110 kW (150 ch) à 5 900 tr/min | Roadster        | 1999–2000 | Europe                   |
| Z3 2.2i    | M54B22   | 2 171 cm3 | 6/24                              | 125 kW (170 ch) à 6 100 tr/min | Roadster        | 2000–2002 | Europe                   |
| Z3 2.3     | M52TUB25 | 2 494 cm3 | 6/24                              | 127 kW (170 ch) à 5 500 tr/min | Roadster        | 1998-2000 | Amérique du Nord         |
| Z3 2.5i    | M54B25   | 2 494 cm3 | 6/24                              | 137 kW (184 ch) à 6 000 tr/min | Roadster        | 2000-2002 | Amérique du Nord         |
| Z3 2.8     | M52B28   | 2 793 cm3 | 6/24                              | 141 kW (192 ch) à 5 900 tr/min | Roadster, Coupé | 1997–1998 | Amérique du Nord, Europe |
| Z3 2.8     | M52TUB28 | 2 793 cm3 | 6/24                              | 142 kW (193 ch) à 5 500 tr/min | Roadster, Coupé | 1998–2000 | Amérique du Nord, Europe |
| Z3 3.0i    | M54B30   | 2 979 cm3 | 6/24                              | 170 kW (231 ch) à 5 900 tr/min | Roadster, Coupé | 2000–2002 | Amérique du Nord, Europe |
| M 3.2 (US) | S52B32   | 3 152 cm3 | 6/24                              | 179 kW (240 ch) à 6 000 tr/min | Roadster, Coupé | 1997-2000 | Amérique du Nord         |
| M 3.2 (US) | S54B32   | 3 246 cm3 | 6/24                              | 235 kW (315 ch) à 7 400 tr/min | Roadster, Coupé | 2001-2002 | Amérique du Nord         |
| M 3.2 (EU) | S50B32   | 3 201 cm3 | 6/24                              | 236 kW (321 ch) à 7 400 tr/min | Roadster, Coupé | 1997–2000 | Europe                   |
| M 3.2 (EU) | S54B32   | 3 246 cm3 | 6/24                              | 239 kW (325 ch) à 7 400 tr/min | Roadster, Coupé | 2001–2002 | Europe                   |

## BMW Z3 Coupé
Les modèles Coupé sont entrés en production en janvier 1998. Le design profil latéral inhabituel lui a valu le surnom des critiques américains de « chaussure de clown » et « four à pain » en référence à la Ferrari 250 GT Bread Van. Elle a été surnommée en Allemagne « turnschuh » (chaussure de sport).

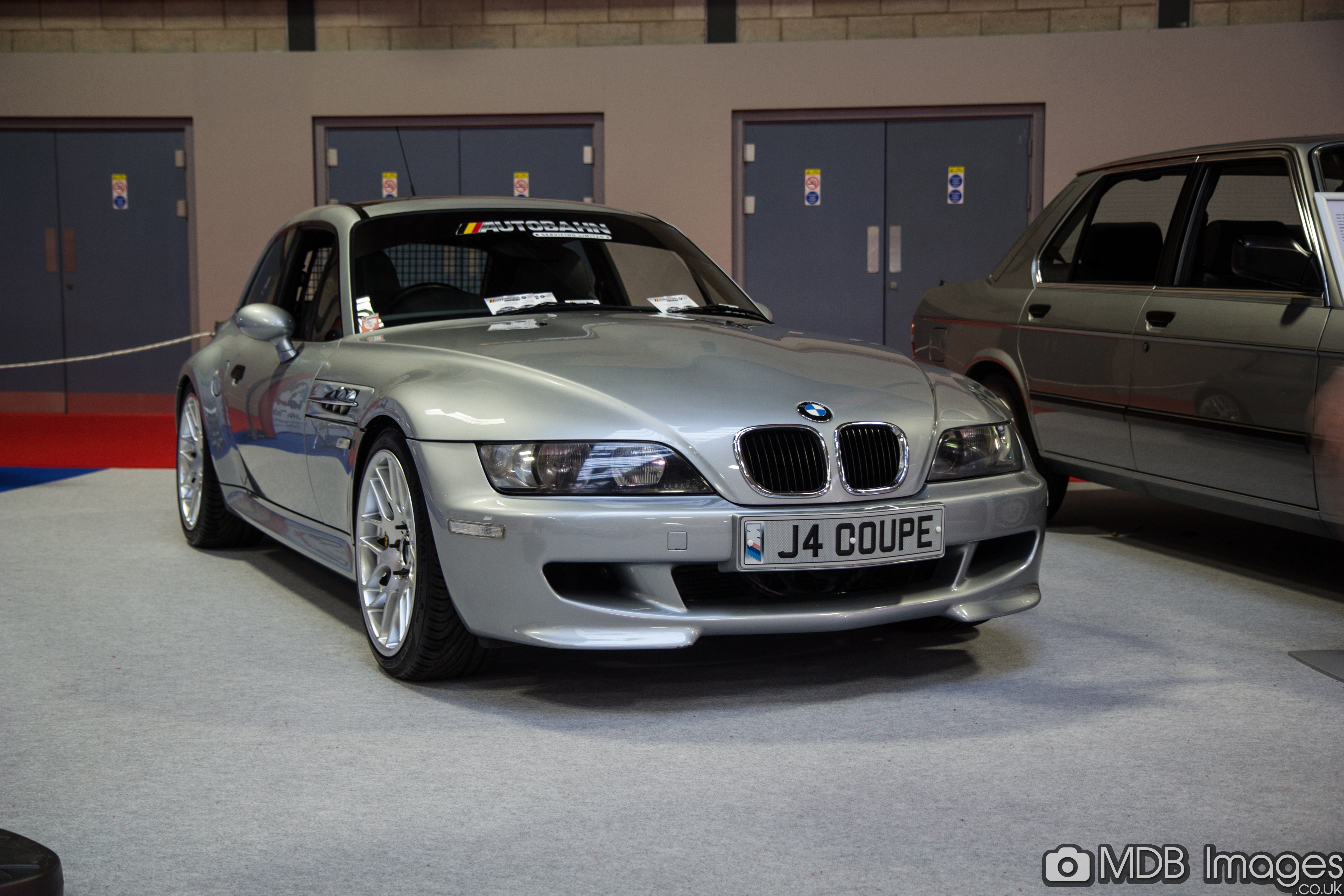
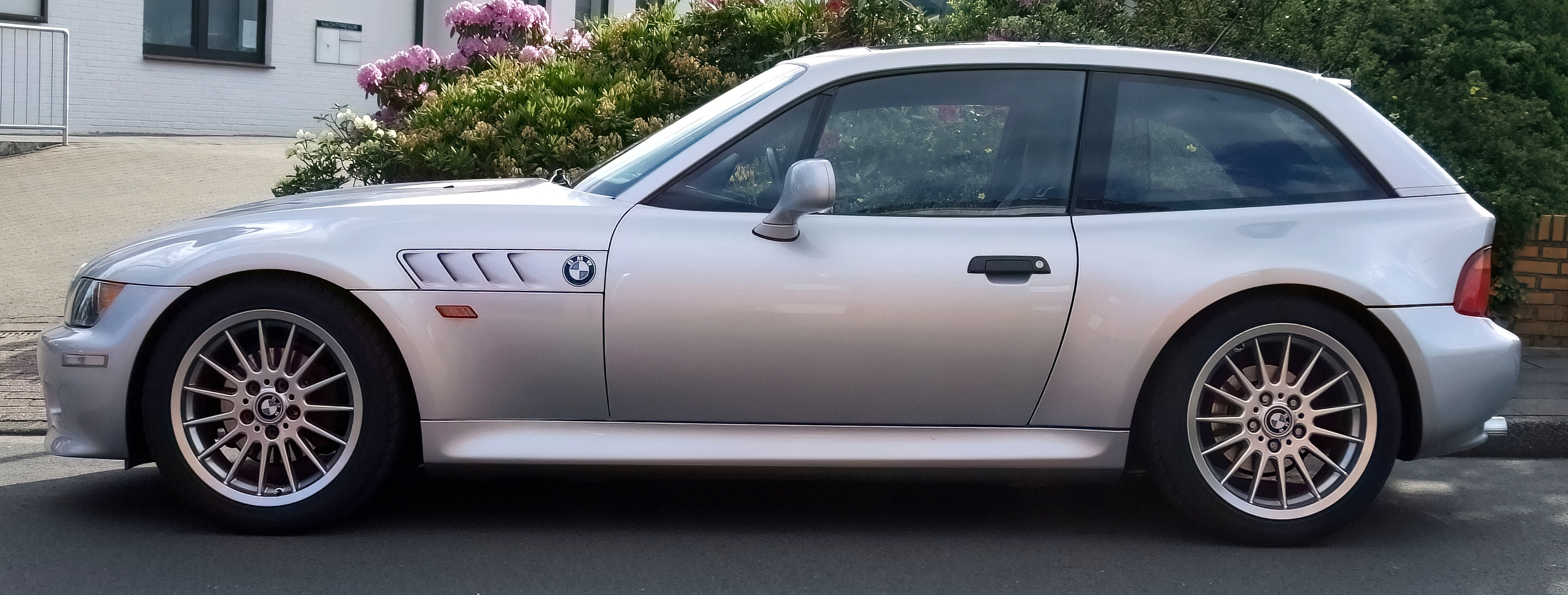
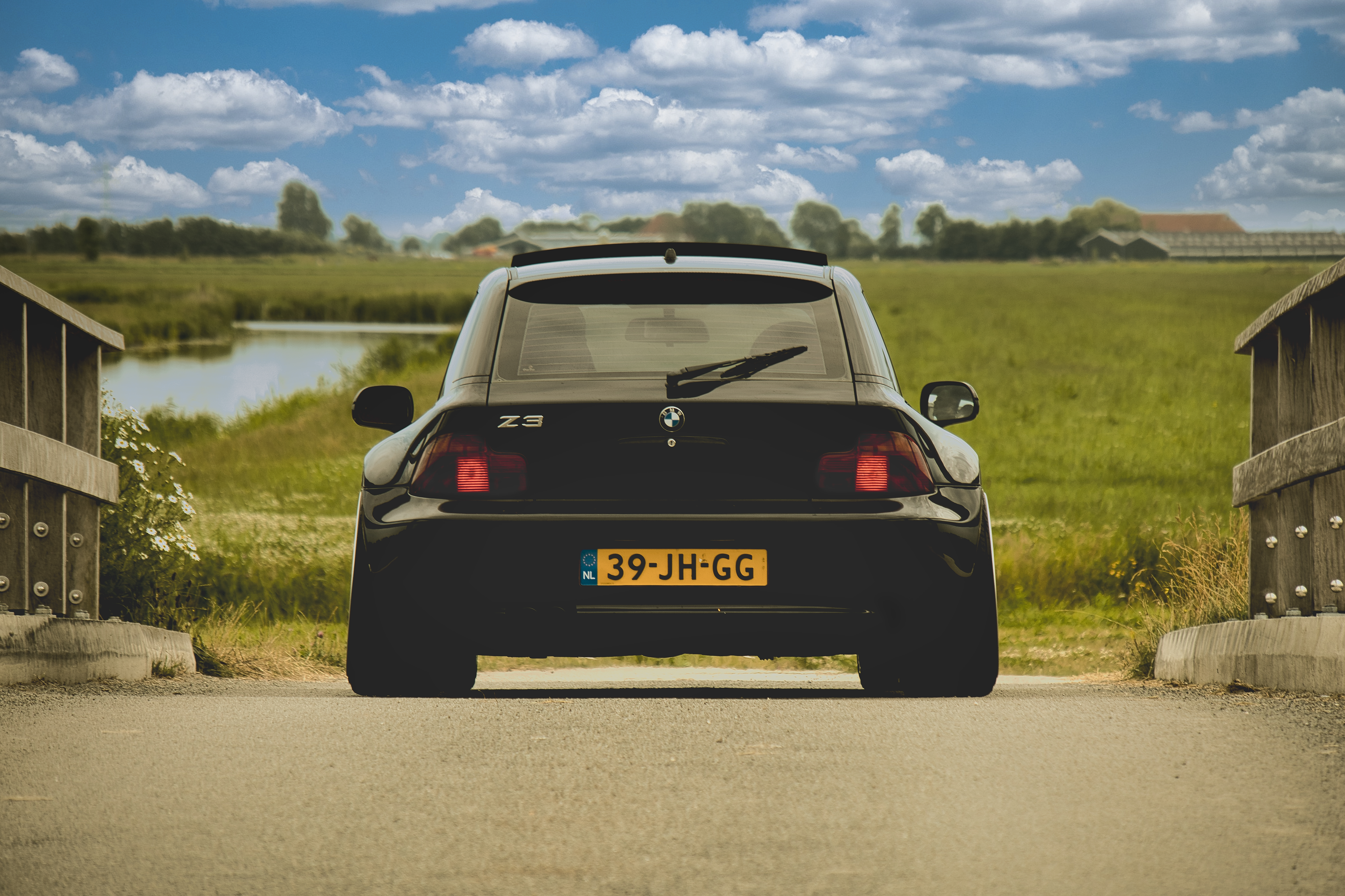

Le style de carrosserie coupé n'a été produit qu'avec des moteurs à six cylindres (modèles 2.8, 3.0i et M Coupé).

## BMW Z3 M

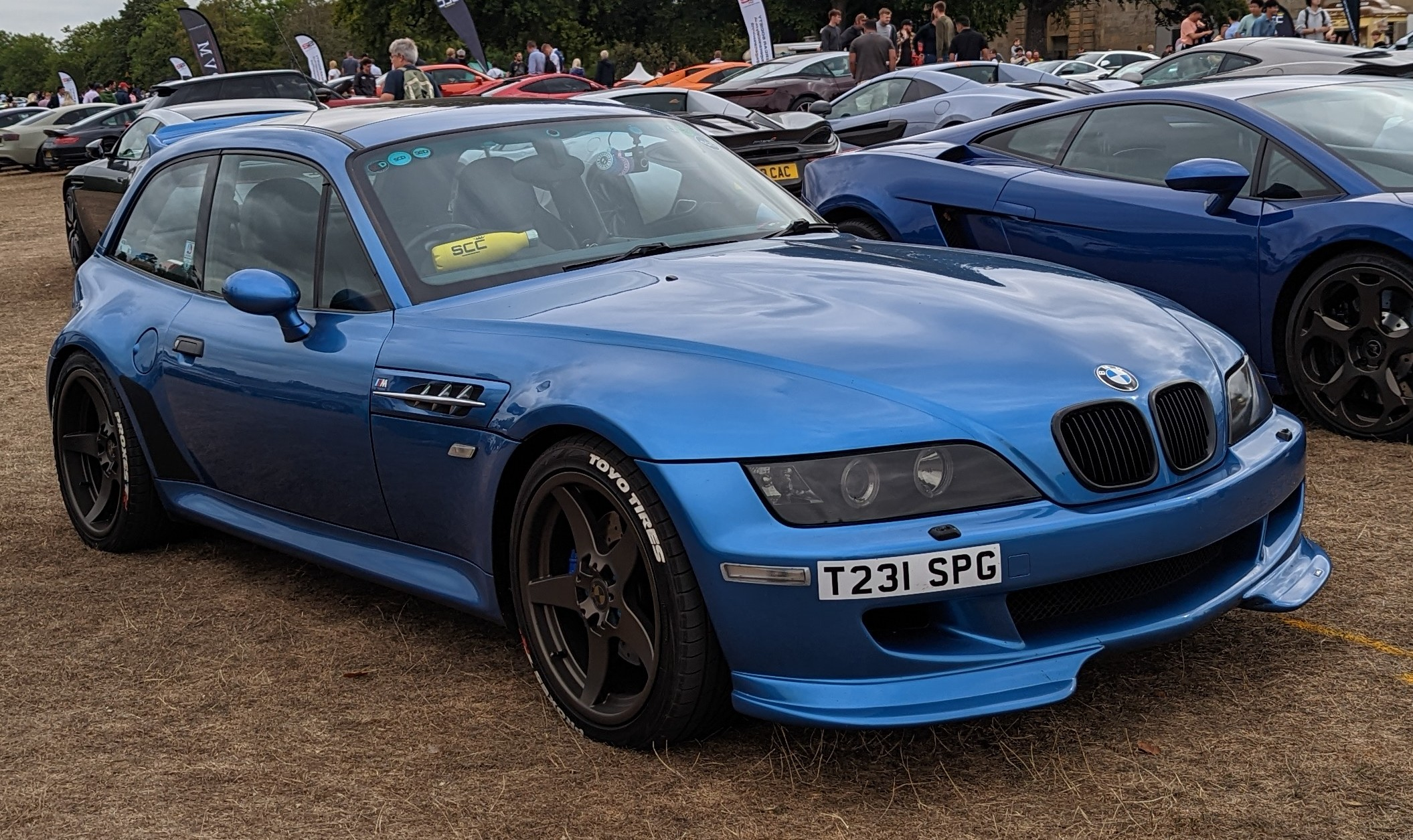
BMW M Z3 Coupé

Alors que la Z3 est en production depuis septembre 1995, le roadster « M » est présenté en 1996 au salon international de l'automobile de Genève. Le Coupé « M » a été présenté au salon de Frankfort en Allemagne en 1997. La production de ces modèles a été entreprise avec une année de décalage par rapport à cette présentation au public, puis leur production s’est achevée en mai-juin 2002.

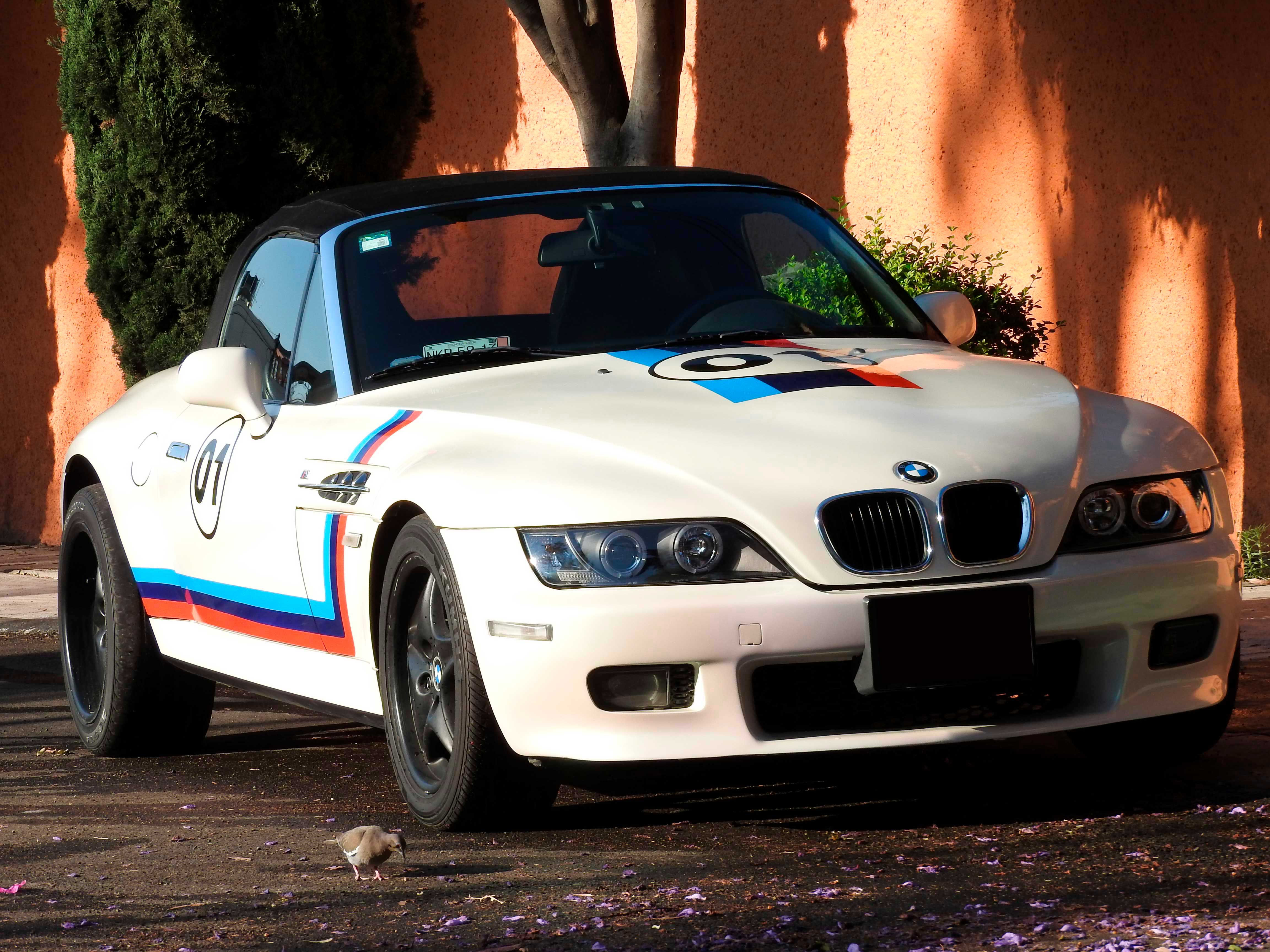
BMW M Z3 Roadster

Outre les nouvelles motorisations « M » et leurs principales modifications mécaniques (double ligne d’échappement, trains roulants, etc), la Z3 « M » se distingue par un design extérieur avec quelques signatures stylistiques cherchant à la rendre plus agressive (grilles de ventilation latérales, rétroviseurs ovales, pare-chocs avant et arrière, plaque minéralogique arrière déplacée entre les feux…). L’intérieur de la « M » se distingue par nombre de détails avec principalement des sièges spécifiques et les trois cadrans supplémentaires implantés sur la console centrale. La « ligne chrome » intervient en accompagnement des appareillages intérieurs ainsi que le logo « M ».

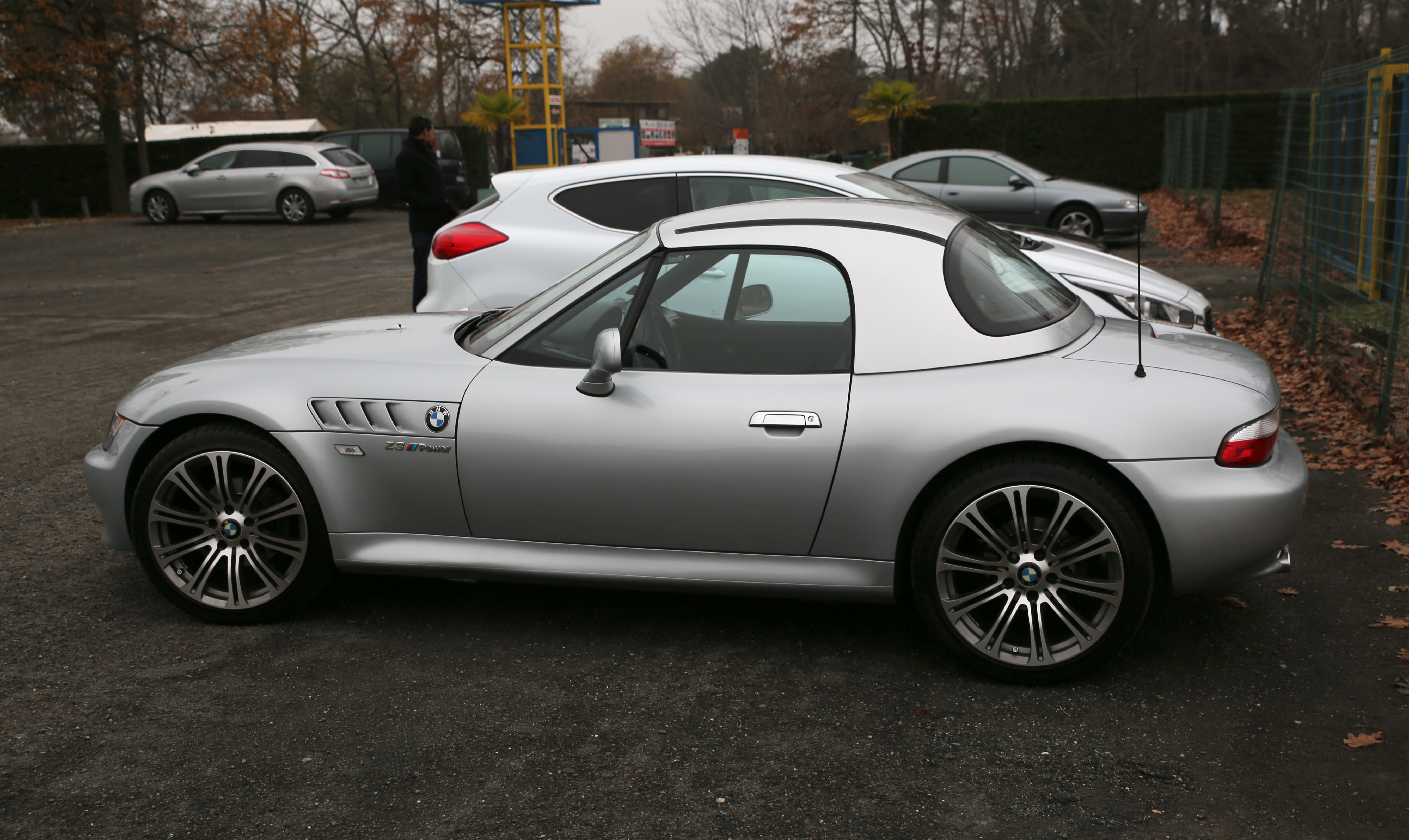
BMW Z3 M avec hardtop

En matière de motorisation, le modèle « M » du Roadster et du Coupé utilise un six cylindres à 24 soupapes issu d’un développement destiné aux M3 de type E36 puis E46 à partir de 2001. Par rapport aux autres versions, le modèle « M » a aussi un châssis spécialement adapté et quelques options spécifiques. Deux motorisations équipement la version « M »  à sa sortie : le modèle européen, équipé du moteur S50 B32 de 3 201 cm3 décliné en conduite à droite et à gauche, et un modèle américain en conduite à gauche, équipé d’un moteur S52 de 3 152 cm3. 
Le modèle européen (S50 B32) offre une puissance de 321 ch alors que le modèle américain (S52) offre 240 ch. Les deux versions ont des vitesses maximales bridées électroniquement. Les boîtes de vitesses sont identiques dans les deux versions.
À partir de février 2001, la Z3 M s'équipe du 3,2 L S54 issue de la M3 E46 en Europe comme aux États-Unis en remplacement des S50 et S52. Il développe 325 ch dans sa version européenne, et 315 ch en Amérique du Nord. Ce petit écart de puissance est imputable aux différences de normes de pots catalytiques à l’échappement entre l'Europe et les États-Unis. Ce bloc S54 est une évolution technologique du S50 européen, avec notamment l’alésage passant de 86,1 à 87 mm. 
En accompagnement de ce passage au S54, la Z3 M s'équipe du système de contrôle dynamique (DSC) avec une électronique BMW-SIEMENS intégrée au contrôle de gestion moteur. Cette évolution du système appelée ASC (Automatic Stability Control plus Traction, ASC+T) prend en charge les tendances sous-vireuses et sur-vireuses du véhicule en gérant le freinage individuel de chaque roue. Ce système est débrayable depuis le poste de conduite.

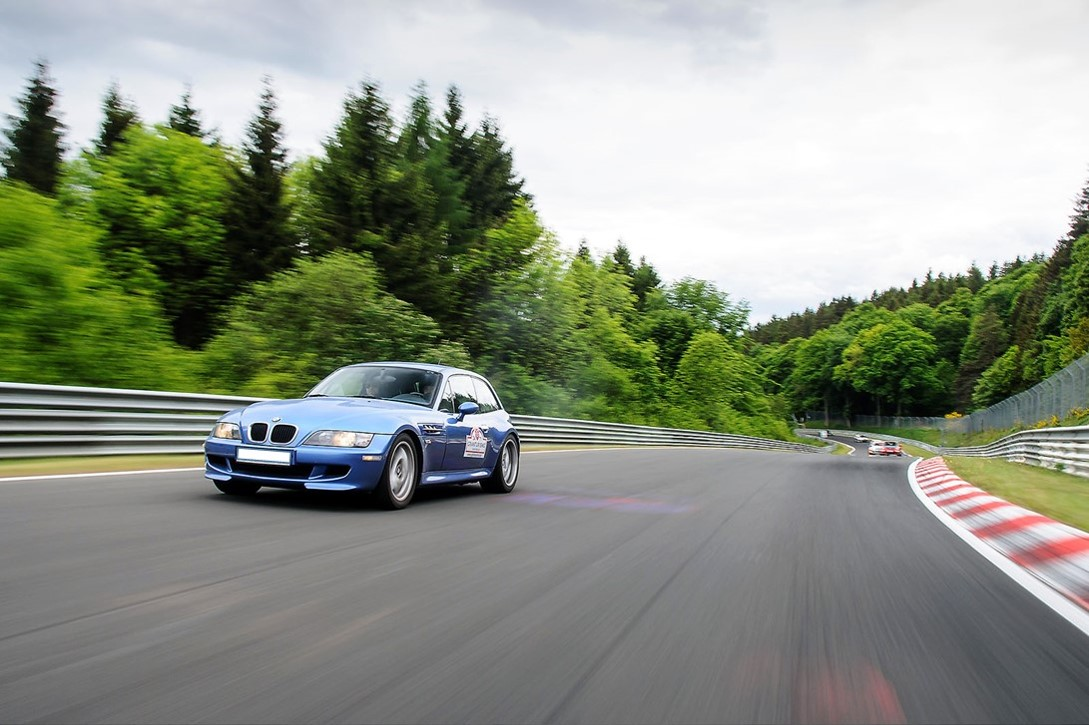
BMW Z3 M coupé sur le circuit allemand de Nürburgring.

On note plusieurs différences de châssis avec les versions six cylindres classiques : suspensions MacPherson, voies avant et arrière plus larges, abaissement de la caisse, géométrie avant de suspension modifiée, ressorts et amortisseurs plus fermes, barres anti-roulis plus épaisses, bras de remorquage renforcés, châssis renforcé. Lors du passage au S54, le châssis a encore été amélioré avec les suspensions et amortisseurs développés pour le coupé « M ».
Quelques modifications d’équipement accompagnent le passage du roadster au S54. Pour le coupé, cette évolution n'apporte aucune modification de châssis.

## Lieu et chiffres de production des BMW Z3
Les BMW Z3 ont été produites à l'usine BMW de Spartanburg en Caroline du Sud, entre 1996 et 2002, avec une production totale de 297 088, dont 279 273 BMW Z3 roadster et 17 815 modèles « coupé ».
| Modèle  | Total   | Roadster | Coupé  |
| ------- | ------- | -------- | ------ |
| Z3 1.8  | 56,091  | 56,091   | -      |
| Z3 1.9i | 77,965  | 77,965   | -      |
| Z3 2.0  | 14,616  | 14,616   | -      |
| Z3 2.2i | 21,052  | 21,052   | -      |
| Z3 2.3  | 22,282  | 22,282   | -      |
| Z3 2.5i | 6,813   | 6,813    | -      |
| Z3 2.8  | 58,278  | 50,607   | 7,671  |
| Z3 3.0i | 18,378  | 14,525   | 3,853  |
| Z3M     | 21,613  | 15,322   | 6,291  |
| Total:  | 297,088 | 279,273  | 17,815 |

## Au cinéma
- 1995 : GoldenEye, avec Pierce Brosnan dans le rôle de James Bond 007 (liste des véhicules de James Bond)[18].